# 狭叶山梗菜
狭叶山梗菜（学名：Lobelia colorata），为桔梗科半边莲属下的一个植物变种。